# Sonia Viveros
Sonia Viveros (Santiago, 2 de septiembre de 1949-La Serena, 22 de septiembre de 2003) fue una actriz chilena de teatro, radio, revista y televisión.
Fue una de las máximas figuras de la televisión chilena durante el período 1965-1990 como intérprete de una carismática actuación y así llegó a ser la actriz más poderosa y mejor pagada en esa época, la primera gran estrella iniciada en televisión.

## Primeros años
Viveros nació en Santiago el 2 de septiembre de 1949. Su padre, Gastón Viveros, era controlador y locutor de la Radio Portales, y su madre, una ama de casa de origen judío asquenazí, que participaba con frecuencia en radioteatro. Fue la única mujer de tres hijos. Su familia vivía en un edificio ubicado en calle Agustinas, donde funcionaba la emisora radial en la que trabajaba su padre. A sus cinco años murió su padre producto de un cáncer, por lo que ella y su madre se vieron obligadas a trabajar. «Desde niña me vi en la obligación de contribuir a los gastos de la familia». Debido a la popularidad de su padre en el medio radial, Viveros desde su infancia demostró interés en aprender dicha labor y a la edad de nueve años, realizó sus primeras presentaciones en radioteatro, cuando aún cursaba el colegio. Luego de esto, se sintió atraída por la actuación.
En el auge de su carrera, Viveros tuvo una residencia en el exclusivo barrio de La Dehesa y compró un terreno frente al Lago Caburgua, junto a Michelle Bachelet y Estela Ortiz, aunque nunca residió en el lugar.

## Carrera artística

### Inicios
Poco después, algunos de los amigos de su padre, e incluso extraños, insistieron en que Viveros hiciera una prueba de cámara, logrando participar con tan sólo 12 años en teleteatros de Canal 13. Su debut fue en El invernadero, de Graham Greene, junto a Malú Gatica y Héctor Noguera. Posteriormente, Hugo Miller, director artístico de Radiodifusión Educativa del Ministerio de Educación y de la Sección Televisión, le solicitó un personaje expresamente para ella en El litre 4916 (1965-1967), dirigida por él. En la serie, compartía créditos con Blanca Löwe, Jorge Yáñez y Luis Vilches. La serie convirtió en todo un éxito para la época, logrando que Viveros, quien sólo tenía 15 años, se posicionara como una estrella de gran popularidad. A partir de entonces, sólo apareció en series y teleteatros producidas por Canal 13. Nuevamente, su actuación recibió buenas críticas y poco después actuó en Haras La Revoltosa (1966). Las perspectivas de su carrera comenzaron a mejorar cuando actuó en Juani en sociedad (1967-1972), con un elenco que incluía a Silvia Piñeiro, Emilio Gaete y Nelly Meruane. El programa se convirtió en un éxito instantáneo, en parte gracias al ingenio humorístico de la serie, que rápidamente se convirtió en una exitosa serie hasta 1972.

### Progreso como actriz
Luego su gran popularidad en radio y televisión, debutó en fotonovelas de la revista Cine Amor, protagonizando diversas historias juveniles de corte romántico. De pronto, se dedicó por completo al teatro, logrando fortalecer su carrera. Desde 1970 trabajó arduamente en la compañía Teknos de Universidad Técnica del Estado, dónde tuvo una intensa labor de difusión artística patrocinado por la Secretaría Nacional de Extensión y Comunicaciones de la UTE, llevando el teatro a lo largo del territorio nacional a poblaciones, escuelas y sindicatos. Viveros logró gran reconocimiento con las obras La escuela de mujeres (1971) y Homo Chilensis (1972), sin embargo demostró su gran capacidad actoral al interpretar a un personaje masculino en Volpone (1972). El diario de la época, publicó: «Sonia realizó un trabajo extenuante en lo físico, muy exigente en lo interpretativo».
Posteriormente, a mediados de la década de 1970, regresó a trabajar en televisión, actuando en roles principales en diversas series de identidad nacional e histórica de Televisión Nacional de Chile, entre ellas O'Higgins (1974) y Fuerte Bulnes (1977). Paralelamente, comenzó a incursionar en el género de las telenovelas producidas por Protab, en roles protagónicos, en La otra Soledad (1975) J. J. Juez (1975), María José (1976) y Los amigos (1977).
Al año siguiente, es invitada a participar del elenco de la serie británica The Voyage of Charles Darwin, de la cadena British Broadcasting Corporation (BBC). Su consagración televisiva se produce cuando coprotagoniza junto a Alejandro Cohen, la miniserie Martín Rivas (1979), del autor Alberto Blest Gana, en Televisión Nacional de Chile, donde interpreta a la bella y soberbia Leonor Encina. Junto a Cohen se consagran como una de las parejas televisivas más populares de Chile.

### 1980-1990: Consagración y popularidad
La fama y el reconocimiento llegaron en 1981 con la exitosa teleserie La madrastra de Arturo Moya Grau, donde debuta la actriz Claudia Di Girolamo. Luego de haber protagonizado La madrastra (1981) y Alguien por quien vivir (1982), ingresó triunfante tras esos éxitos a TVN, reclamada por la productora Sonia Fuchs, llegó a ser la actriz más poderosa y mejor pagada en esa época, la primera gran estrella de Televisión Nacional.  Participó en la célebre: La represa, (1984). Sin embargo, era preciso obtener un segundo rol protagónico para catapultar definitivamente la carrera de Sonia hacia un nivel más eminente y de público adulto. Su versatilidad se consolidó con La torre 10 (1984), una de las grandes telenovelas, en la que Viveros interpreta a uno de los personajes femeninos más deslumbrantes de la historia de la televisión, Thelma Bernard, una mujer ambiciosa, fría y sin escrúpulos. 
En 1985, el director Vicente Sabatini le ofrece el protagónico de Marta a las ocho, teleserie que rescata el drama clásico. Aquí personifica a la sufrida Marta Méndez, mujer provinciana que, en busca de mejores oportunidades, llega a trabajar como empleada doméstica de una acaudalada familia capitalina. Paralelamente a su trabajo dramático, Sonia es designada miembro del jurado en el XXVI Festival Internacional de la Canción de Viña del Mar. No obstante, ese mismo año le diagnostican lupus, enfermedad degenerativa del sistema inmunológico que en su caso afectó seriamente la vascularización cerebral. Su hermana mayor había fallecido de un tumor cerebral, por lo que ya existían antecedentes familiares poco favorables para ella.
Dirigió su propia compañía de teatro infantil La Pepona.
En 1988, encanta a la teleaudiencia con su rol de Milena Cabral en Bellas y audaces, donde actúa como hija de la dueña de un salón de belleza. A pesar de todo, y en el auge de su carrera, la actriz se retira momentáneamente de la televisión para enfrentar su enfermedad. Tras reintegrarse a la televisión, anima un espacio infantil en Chilevisión -en aquel tiempo, Teleonce, de la Universidad de Chile-, para luego volver a Canal 13 y unirse al elenco de Villa Nápoli. Luego, vuelve a TVN, quedándose por el período 1992 y 1993, actuando en Trampas y Caretas y Ámame. En todo caso, y desde que vuelve, no consigue papeles protagónicos como en antaño, siendo estos personajes en telenovelas ante todo, secundarios.

### 1991-1998: Transición a papeles adultos
Viveros recibió el reconocimiento nacional y muchos premios por sus trabajos. Desde finales de los años 1990 comenzó a actuar menos a medida que se fue deteriorando su salud. A su vez, condujo programas propios y haciendo apariciones como invitada hasta mediados de la década. Pese a esto, colaboró en diversas organizaciones gremiales y sindicales.
A mediados de los 90 decidió internase en un centro hospitalario y la teleaudiencia, convocada por el programa Sábados gigantes de la estación Canal 13, preparó una campaña de apoyo económico para costear el oneroso tratamiento.
En 2001, Viveros parecía libre del mal que la aquejaba, pero a comienzos de 2002, experimentó una recaída. En tan solo un año y medio sufrió cuatro infartos cerebrales: el último de ellos, fatal. Fue trasladada al Centro Asistencial de La Serena tras un masivo derrame cerebral donde se hallaba conectada a un ventilador mecánico, en estado de coma. Se le diagnosticó muerte cerebral y permaneció tres días asistida por equipamiento médico.

## Vida personal

### Matrimonios y relaciones
Viveros se casó tres veces y diversas relaciones amorosas. Sus esposos en orden cronológico fueron:
- Álvaro González (1969-1975): Viveros contrajo matrimonio con un funcionario de viajes cuando sólo tenía 20 años de edad. Su relación se dio por terminado luego de que Viveros no pudo concretar una familia tras los sucesivos abortos que le provocaba su enfermedad:
- Óscar Rodríguez Gingins (1977-1983): Después de un periodo, Viveros conoció al director de televisión cuando la actriz se presentaba en Cabaret Bijoux. Su relación fue inicialmente amistosa, reconocida por todo el ambiente artístico, como una de las más prósperas. En 1984, Rodríguez se emparejó con la joven actriz Carolina Arregui. Viveros viajó a Roma para encontrarse con el Papa Juan Pablo II, iniciando así, un camino de búsqueda espiritual. En 1985, tras estar a un paso de la muerte, estando hospitalizada, Viveros decidió llamar a Rodríguez en su habitación clínica para agradecerle su compañía y declararle su perdón.
- Jorge Benavides (1984-1988): Conoció al guionista en la obra El gato encerrado. En la cúspide de su carrera televisiva. Viveros perdió un bebé a los siete meses de embarazo. En 1985, tras una fuerte y pública complicación de su enfermedad que casi le cuesta la vida. Tras esto junto a Benavides, adoptó a Camilo Tomás, y en 1988, adoptó a Camila Esperanza Benavides. Después de una intensa relación amorosa, Benavides decidió abandonar a Viveros.
- Leopoldo Segovia (1998-2003): Conoció al académico en la ciudad de La Serena, cuando la actriz filmaba su última telenovela Borrón y cuenta nueva. Ambos se enamoraron y se establecieron de manera definida en la ciudad del norte. Segovia fue quien la acompañó en la última etapa de su vida.

Entre sus otras parejas públicas se encuentran el actor José Secall, con quien tuvo un romance en su juventud que terminó cuando Viveros ingresó a la televisión, y posteriormente, se reencontraron y tuvieron una relación a comienzos de 1990. Otra de las relaciones de Viveros, fue con el cantante José Alfredo Fuentes. En ninguno de sus relaciones pudo concebir hijos —a pesar de quedar embarazada catorce veces— pues sufría continuos abortos espontáneos debido a su enfermedad.
En medio de su relación con Segovia y grabaciones de Marta a las ocho, Viveros obtuvo una emocional cercanía con Javiera Parada, hija de sus amigos José Manuel Parada Maluenda y Estela Ortiz. Luego del asesinato de Parada por agentes del Estado en plena dictadura militar, la actriz se mantuvo presente en la vida de Javiera hasta sus últimos días.

### Enfermedad y crisis personal
En 1985, se le diagnosticó un complejo lupus eritematoso diseminado, enfermedad que comenzó a tratarse de manera constante a partir de ese momento, generando más de una complicación en su salud. Ese mismo año, luego de finalizar el rodaje de Marta a las ocho, la actriz tuvo un riesgoso y silencioso embarazo de siete meses. A pesar de que no podía embarazarse por restricción médica debido a su enfermedad, Viveros perdió a su hijo, enfrentándose a un diagnóstico desconocido que le habían provocado anteriormente catorce pérdidas. A mayor abundamiento, el diagnóstico dio a que las pérdidas se deben al lupus, se desplomó cuando los médicos descubrieron que la actriz padecía de una enfermedad prácticamente desconocida, denominada síndrome antifosfolípidos. Internada en la Clínica Santa María, la enfermedad le provocó una cadena de infartos en los huesos, en la vascularización y en el oxigenación sanguínea cerebral. El impacto de su estado crítico, causó que diversas personas se reunieran afuera del hospital para realizar una masiva cadena de oraciones y conmovió a celebridades del espectáculo y la televisión, en la difícil situación que le podría provocar la muerte. La actriz logró sobrevivir luego que un equipo de especialistas decidió extirpar el bazo. Esto le significó una parálisis corporal que le relegó a una silla de ruedas por dos años: «Fue una etapa muy terrible que yo pongo entre paréntesis porque creo que es para no olvidar los ABS de Dios, esos frenos que te paran en seco y que te hacen repensar todo. Ahí tienes dos posibilidades: extender las alas y seguir volando o agarrar una guillotina y cortarte las alas». Viveros optó por rehabilitarse con especialistas en Estados Unidos y en la Fundación Teletón. Tuvo una esperanzadora recuperación y continuó su exitosa carrera, con un lupus controlado durante toda la década de 1990.
En marzo de 2002, sufrió un infarto cerebral y un accidente cerebrovascular que le provocaron una ceguera de treinta días y complicados problemas motrices, derivando a la Unidad de tratamiento intensivo (UTI). Semanas después, pese al deterioro físico y al desgaste emocional, la actriz aceptó la oferta de actuar en la miniserie Más que amigos de Canal 13. Viveros no hizo pública su situación por miedo a perder el trabajo. Sin embargo, el director Herval Abreu, quien se enteró de su estado posterior a las grabaciones, se sorprendió por el profesionalismo de la actriz, a pesar de sus complicaciones de salud. El 2 de octubre, Viveros volvió a ingresar a la UTI, debido a un nuevo accidente vascular encefálico, que la dejó con una lesión en sus piernas y con problemas para hablar. 
El 21 de abril de 2003, fue operada debido a un problema de obstrucción intestinal y quedó hospitalizada con estrictos cuidados. Sus enfermedades le provocaron una profunda crisis económica y enfrentó una triste cesantía. Ante esto, el medio artístico generó diversos eventos y actividades para cubrir los gastos de su enfermedad. El 1 de agosto, fue internada en la Clínica Santa María de Santiago debido a una alza de presión. En el mismo año, Viveros apeló en la Superintendencia de Isapres y presentó una demanda contra la Isapre Normédica, ya que su enfermedad no fue cubierta desde el 1 de enero de 1999. A cargo de las acciones legales los abogados José Antonio Gómez y Alejandra Krauss, exministros de Justicia y Mideplan del Presidente Ricardo Lagos Escobar, lideraron la demanda de Viveros. Krauss sostuvo que la querella presenta «un incumplimiento de contrato por un lado y con la indemnización de perjuicios correspondiente, eso en relación al contrato propiamente tal y por otro lado aquí hay indemnizaciones por daños morales ocasionados». Sin embargo, la Justicia falló a favor de la entidad privada.

## Muerte
El 2 de septiembre de 2003, pasó su cumpleaños número 54 conectada a un ventilador mecánico en su hogar. El 19 de septiembre, ingresó al recinto del Hospital San Juan de Dios de La Serena a las 23:00 horas del viernes 19 (03:00 GMT), desde donde fue derivada al hospital San Pablo de Coquimbo para realizarle un escáner. Durante la madrugada, Viveros reingresó al Hospital San Juan de Dios, lugar en el que permaneció internada en la Unidad de Tratamientos Intensivos (UTI). Finalmente, murió el 22 de septiembre de 2003, producto de un accidente vascular encefálico, que le provocó un agónico paro cardiorrespiratorio, tras complicaciones de una larga batalla contra el lupus eritematoso sistémico y otras enfermedades producidas por esta misma. Si bien la actriz había expresado donar sus órganos, esto no se pudo debido a su enfermedad crónica.
Su cuerpo fue trasladado a Santiago, en la cual el sacerdote Felipe Berríos, realizó una misa pública en la iglesia de la Divina Providencia para despedir sus restos, cómo era su deseo. La ceremonia pública fue seguida en directo por cerca de 1000 asistentes. Cerca de las 11:50 horas partió el cortejo fúnebre hacia el Parque del Recuerdo de Recoleta, pasando frente a la tradicional Pérgola de las flores de avenida La Paz, donde la carroza fúnebre recibió el homenaje de las mujeres de la pérgola, las que arrojaron pétalos a su paso.
Fue recibida con aplausos por las alrededor de 4000 personas que llegaron al Cementerio Parque del Recuerdo. Es que el adiós de la actriz estuvo marcado por la emoción y el fervor popular, una masividad que sorprendió a la familia de Viveros. El cantante Luis Jara interpretó en su honor la canción Gracias a la vida de Violeta Parra, ante la conmoción de los asistentes. Su marido, Leopoldo Segovia, declaró: «Sonia sabía que el público la quería, pero nunca habría imaginado que era tanto. Estoy impactado del cariño de la gente». Oscar Rodríguez Gingins, sostuvo: «No todos tuvieron su templanza». En el evento participaron diversos artistas y personalidades del espectáculo, mientras que Javiera Parada leyó una carta para Sonia. Berríos, declaró: «El pueblo sabe reconocer cuando un artista es verdadero y es capaz de transmitir lo que la gente quiere ver». El sacerdote también hizo un llamado al gremio de artistas: «El mejor testimonio para Sonia es no venderse. Necesitamos artistas verdaderos, que sean capaces de hacernos reír y llorar». Por su lado, la actriz Liliana Ross, argumentó: «Chile tiene un nuevo ángel».

## Televisión
| Año  | Título                  | Papel                         | Notas             | Ref.   |
| ---- | ----------------------- | ----------------------------- | ----------------- | ------ |
| 1975 | María José              | —                             | —                 |        |
| 1975 | La otra soledad         | Soledad                       | Papel principal   | [ 33 ] |
| 1975 | J. J. Juez              | Javiera                       | —                 |        |
| 1977 | Padre Gallo             | Brisa de los Robles / Serafín | Papel principal   | [ 34 ] |
| 1979 | Martín Rivas            | Leonor Encina                 | Papel principal   | [ 35 ] |
| 1981 | La madrastra            | Claudia Molina                | Papel coprincipal |        |
| 1982 | Alguien por quien vivir | Ana Phillippi                 | Papel principal   |        |
| 1983 | La noche del cobarde    | Soledad Laplaza               | Papel coprincipal |        |
| 1983 | El juego de la vida     | Melissa                       | Papel principal   |        |
| 1984 | La represa              | Silvia Espinoza               | Papel principal   |        |
| 1984 | La torre 10             | Thelma Bernhardt              | Papel principal   | [ 36 ] |
| 1985 | Marta a las ocho        | Marta Méndez                  | Papel principal   | [ 37 ] |
| 1986 | La villa                | Julia Alcántara               | Papel principal   |        |
| 1987 | Mi nombre es Lara       | Alicia Padilla                | Papel principal   |        |
| 1988 | Bellas y audaces        | Milena Cabral                 | Papel principal   | [ 38 ] |
| 1988 | Las dos caras del amor  | Paulina Ríos                  | Papel principal   |        |
| 1991 | Villa Nápoli            | Matilde Correa                | Antagonista       |        |
| 1992 | Trampas y caretas       | Sofía Ortiz                   | Papel coprincipal |        |
| 1993 | Ámame                   | Loreto Valle                  | Secundario        |        |
| 1994 | Top secret              | Olga Schmidt                  | Secundario        |        |
| 1995 | El amor está de moda    | Ruth Jorquera                 | Secundario        |        |
| 1995 | Amor a domicilio        | Adriana Guzmán                | Secundario        |        |
| 1996 | Loca piel               | Trinidad Yávar                | Secundario        |        |
| 1997 | Santiago city           | Beatriz Matte                 | Antagonista       |        |
| 1998 | Borrón y cuenta nueva   | Rosa de Goyeneche             | Secundario        |        |

| Año       | Título                       | Papel              | Notas             | Ref.   |
| --------- | ---------------------------- | ------------------ | ----------------- | ------ |
| 1963      | El invernadero               | Anne Callifer      | Secundario        |        |
| 1964      | Ejercicio para cinco dedos   | Pamela Harrington  | Secundario        |        |
| 1965-1967 | El litre 4916                | Carmen             | Papel principal   | [ 39 ] |
| 1966      | Haras La Revoltosa           | Ana                | Episodios         |        |
| 1968-1972 | Juani en sociedad            | Juana Möller Mckay | Papel principal   | [ 40 ] |
| 1974      | O'Higgins                    | Rosario Puga       | Papel principal   |        |
| 1976      | Los amigos                   | —                  | Papel principal   |        |
| 1977      | La familia de Marta Mardones | Elvira Sánchez     | Papel principal   | [ 41 ] |
| 1977      | Fuerte Bulnes                | —                  | —                 |        |
| 1977      | Mocosita                     | Mocosita           | Papel principal   |        |
| 1978      | El viaje de Charles Darwin   | Rosita             | 1 episodio        |        |
| 1979      | Sonata de violín y piano     | Estela Santibáñez  | Papel principal   |        |
| 1979      | El árbol                     | Brígida            | Papel principal   |        |
| 1980      | Tres veces amor              | Alicia Montes      | Papel principal   | [ 42 ] |
| 1982      | La señora                    | Nélida             | Papel coprincipal |        |
| 1996      | Juani en sociedad            | Juana Möller Mckay | Papel principal   |        |
| 2001      | El día menos pensado         | Elena Rojas        | Papel principal   |        |
| 2002      | Más que amigos               | Gabriela Keller    | Papel coprincipal |        |
| 2003      | Alerta roja                  | Carmen/ Griselda   | 2 episodios       |        |

Programas
- El teleteatro del cuento Calaf (1963) - Actriz  - Universidad Católica de Chile Televisión.
- Domingos de Teleteatro (1964) - Actriz - Universidad Católica de Chile Televisión.
- Sábados Gigantes (1978-1979) - Modelo - Universidad Católica de Chile Televisión.
- Raquel y César presentan (1982) - Musical de Evita Perón - Universidad Católica de Chile Televisión.
- Martes 13 - Sketch musical (como Mary Poppins) - Universidad Católica de Chile Televisión.
- XXVI Festival Internacional de la Canción de Viña del Mar (1985) - Jueza
- Pirulín Pirulero - Animadora (1989) - Teleonce, de la Universidad de Chile.
- Picoteo - Animadora, junto a Cote Evans (1991 a 1993) - Universidad Católica de Valparaíso Televisión.
- De Pe a Pá (2003) - Televisión Nacional de Chile.

## Teatro
- 1971: La escuela de mujeres de Molière (estrenada en Teatro Teknos)
- 1972: Homo Chilensis de María Asunción Requena (estrenada en) Teatro Teknos)
- 1973: Volpone de Ben Jonson (estrenada en Teatro Teknos)
- 1975: Cabaret Bijoux de José Pineda
- 1976: La familia de Marta Mardones de Fernando Cuadra (estrenada en Teatro Teknos)
- 1976: El Estafador Renato Kauman de Fernando Josseau (estrenada en Teatro del Ángel)
- 1984: El gato encerrado de Óscar González (estrenada en Hotel Cordillera Inn)
- 1988: Orquesta de señoritas de Jean Anouilh (estrenada en Sala La Cucaracha)
- 1997: Hay que deshacer la casa
- 1998: Algo en común
- 2003: Brujas

## Películas
- 1977: Con un poco de verdad, dirigida por Sergio Riesenberg
- 1978: Horacio corazón de chileno, dirigida por Claudio di Girolamo

## Premios y reconocimientos
La lista se encuentra incompleta:
- 1979 - Gran Premio Vea TV - Martín Rivas
- 1981 - Nominada al Gran Premio Vea TV - La madrastra
- 1982 - Nominada al Gran Premio Vea TV - Alguien por quien vivir
- 1982 - Premio Mérito Televisivo La Tercera - Alguien por quien vivir
- 1983 - Gran Premio Vea TV - El juego de la vida
- 1984 - Gran Premio Vea TV -  La Torre 10
- 1985 - Gran Premio Vea TV - Marta a las Ocho